# As aventuras de Huckleberry Finn (anime de 1994)
As Aventuras de Huckleberry Finn (ハックルベリー・フィン物語, Huckleberry Finn Monogatari, traduzido como "Histórias de Huckleberry Finn") é um anime produzido no ano de 1991 pela Enoki Films com 26 episódios baseado no romance "As Aventuras de Huckleberry Finn" do escritor norte-americano Mark Twain. Foi ao ar pela primeira vez no Japão pelo canal NHK em 26 de agosto de 1994 até 3 de março de 1995. Em Portugal estreou em 1995 na RTP2 com dobragem portuguesa.

## Enredo
Huck é um rapaz pobre e vagabundo que vive e sobrevive sozinho sem regras. Engenhoso e espirituoso, ele chega à cidade São Petersburgo, onde faz amizade com Tom e Jim e Becky.
Mais tarde, decide fugir do pai e ajudar Jim a encontrar a mãe que se encontra hospitalizada. Para isso terá de descer o rio Mississípi, onde vive grandes aventuras durante a viagem.

## Personagens
- Huck
- Tom
- Jim
- Becky
- George
- Vedova Douglas
- Senhora Watson
- Pai de Huck

## Dublagem/Dobragem
| Personagem       | Voz Japonesa     | Voz Portuguesa  |
| ---------------- | ---------------- | --------------- |
| Huckleberry Finn | Youko Matsuoka   | Isabel Ribas    |
| Jim              | Chie Satou       | Luísa Salgueiro |
| Thomas Sawyer    | Shinobu Adachi   | Ângela Pinto    |
| Becky            | Kumiko Nishihara | Leonor Alcácer  |
| Vedova Douglas   | Mari Nakamura    |                 |
| Charlotte        | Mika Kanai       |                 |
| Pai de Huck      | Mizuku Tamachi   |                 |

## Banda Sonora
Abertura japonesa
"Moment", texto de Ikuko Tobari, música de Takaaki Yasuoka, arranjo de Keiichi Tomita, interpretado por Shiko.
Encerramento japonês
"Paradise in Your Eyes", música de Shinya Naito, arranjo de Teruhiko Matsumoto, interpretado por Shiko.
Versão italiana
"Il mio amico Huck", texto de Alessandra Valeri Manera, música de Carmelo Carucci, interpretada pela Cristina D'Avena. A abertura italiana foi gravada em compilação com "Fivelandia 10". A versão do vídeo da abertura em karaokê foi publicada em VHS com o título de "Cantiamo con Cristina, un mondo di amici".

## Lista de episódios
- 1. Huck e Tom
- 2. Huck constrói uma cabana
- 3. A casa assombrada
- 4. O circo chegou
- 5. A caça ao tesouro
- 6. Huck torna-se milionário
- 7. A professora do Huck
- 8. Huck foge de casa
- 9. O pai do Huck aparece
- 10. O Huck inicia a sua viagem
- 11. Michael e Kaerun
- 12. Huck e Mickey
- 13. O Huck discute com o Jim
- 14. A tempestade
- 15. O barco encalhado
- 16. O duelo
- 17. O Huck bom
- 18. A reconciliação
- 19. Huck apaixona-se
- 20. O circo
- 21. Huck conhece um rei
- 22. A golpada
- 23. O circo chegou à cidade
- 24. Huck e o comboio
- 25. O Huck muda de nome
- 26. O Jim encontra a mãe

## Títulos em outros países
- Alemanha: Die Abenteuer von Tom Sawyer und Huck Finn
- Itália: Il mio amico Huck
- Arábia: توم المغامر / مغامرات عصام
- Polónia: Przygody Tomka Sawyera
- Rússia: История деревни Тирорин
- Estados Unidos: Huckleberry Finn Story